# .600 Nitro Express
El .600 Nitro Express es un cartucho de rifle de gran calibre desarrollado por W.J. Jeffery & Co para la caza de elefantes. 

## Diseño
El .600 Nitro Express es un cartucho de casquillo recto, de fuego central y con un anillo en la base del casquillo para su uso en rifles monotiro y rifles dobles.
El .600 Nitro Express dispara un proyectil de .620 pulgadas (15.7 mm) de 900 granos (58 gr) con tres cargas de pólvora. La estándar con 100 granos (6.5 gr) de cordita, logrando una velocidad de salida de 1,850 pies por segundo. Una segunda carga de 110 granos de cordita, generando una velocidad de salida 1,950 pies por segundo; y una tercera carga de 120 granos, que genera velocidades de salida de 2,050 pies por segundo.
Debido al abrupto retroceso del cartucho, los rifles recamarados en este calibre pesan aproximadamente 16 libras (7.3 kg ).

## Dimensiones

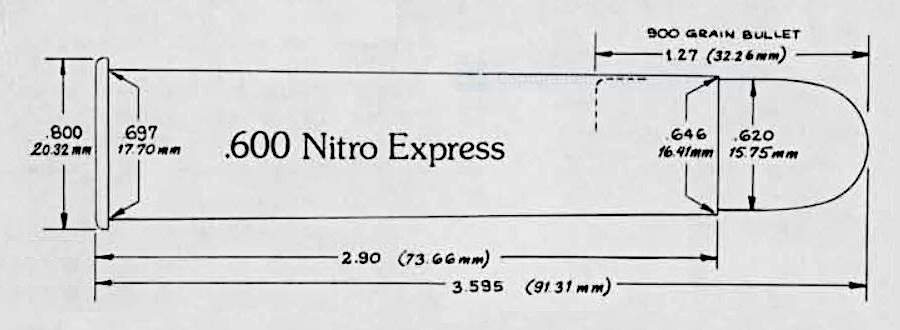

## Uso
El .600 Nitro Express, junto con el .577 Nitro Express son cartuchos especializados para su uso por los cazadores profesionales de elefantes en caso de emergencia. Es demasiado pesado de ser cargado todo el día y ser disparado eficazmente, fue normalmente cargado por un portador, para ser solo usado por el cazador cuando se encontrase en zonas de monte tupido  y un tiro eficaz al corazón y pulmones no fuera posible.
En sus Rifles africanos y Cartuchos, John "Pondoro" Taylor dice que shock de un tiro en la cabeza con un .600 Nitro Express la bala es suficiente para noquear a un elefante  por media hora.

### Usuarios prominentes
Durante su carrera, Taylor uso dos rifles .600 Nitro Express. El primero estuvo calibrado para disparar con las cargas de 110 granos, y el segundo, un W.J Jeffery & Co, que pesaba 16 libras con dos cañones de 24 pulgadas, estuvo calibrado para ser usado con cargas de 100 granos de cordita. Le tuvo mucho aprecio a su Jeffery .600 NE, el cual usaba como back up a su .400 Jeffery Nitro Express. Con este rifle cazó entre 60 y 70 elefantes.

### Caso de padre
1929 Holland & de Holland produjo el .600/577 Rewa ajustando el  casquillo del.600 Nitro Express para alojar una bala de .582 en (14.8 mm).